# Contea di Clay (Carolina del Nord)
La contea di Clay (in inglese Clay County) è una contea dello Stato USA della Carolina del Nord. Il nome le è stato dato in onore di Henry Clay, famoso statista statunitense. Al censimento del 2000 la popolazione era di 8 775 abitanti. Il suo capoluogo è Hayesville.

## Geografia fisica
L'U.S. Census Bureau certifica che l'estensione della contea è di 571 km², di cui 556 km² composti da terra e 15 km² composti di acqua.

### Contee confinanti
- Contea di Macon, Carolina del Nord - nord-est
- Contea di Rabun, Georgia - sud-est
- Contea di Towns, Georgia - sud
- Contea di Union, Georgia - sud-ovest
- Contea di Cherokee, Carolina del Nord - nord-ovest

## Storia
La Contea di Clay venne istituita nel 1861.

## Geografia antropica

### Città
- Hayesville

### Township
La contea è divisa in sette township:
- Brasstown
- Hayesville
- Hiwassee
- Shooting Creek
- Sweetwater
- Tusquittee
- Warne